# Sommet de l'OTAN de 2019
Pour un article plus général, voir Sommet de l'OTAN.
Le sommet de l'OTAN Londres 2019 est le 27e sommet de l'OTAN, conférence diplomatique réunissant dans la ville de Londres au Royaume-Uni, les 3 et 4 décembre 2019, les chefs d'État et de gouvernement des pays membres de l'Organisation du traité de l'Atlantique nord et des alliés de l'organisation.

## Contexte du sommet

### Un sommet sous le signe de fortes tensions entre alliés
Soixante-dix ans après la fondation de l'Alliance atlantique, le sommet de Londres se tient à un moment où elle fait face à plusieurs difficultés importantes qui ont été mises en exergue par les propos tenus par le président français, Emmanuel Macron, dans l'interview qu'il a accordé à The Economist fin octobre 2019. Au-delà de l'expression choc employée, « l'OTAN est en état de mort cérébrale », les propos tenus visent en premier lieu le manque de coordination entre alliés en Syrie : « Vous avez des partenaires qui sont ensemble dans une même région du globe, et vous n’avez aucune coordination stratégique des Etats-Unis d’Amérique avec les partenaires de l’OTAN. Nous assistons à une agression menée par un autre partenaire de l’OTAN qui est la Turquie, dans une zone où nos intérêts sont en jeu, sans coordination ». Sur le plan stratégique, dans la tradition de la politique étrangère du général de Gaulle, E. Macron craint que la garantie de sécurité des États-Unis vis-à-vis des Européens, conformément à l'Article 5 du traité ne soit pas complètement assurée,.

### Quelle stratégie?
Bien que le Président américain centre ses propos sur les questions budgétaires, les questions sont nombreuses aussi autour d'une véritable unité stratégique de l'OTAN. La première interrogation, partagée par la plupart des Européens, a trait à la solidité ou non de l'engagement des États-Unis en Europe et de la pérennité ou non d'une politique américaine moins interventionniste, amorcée par Barack Obama, et davantage tournée vers la Chine et l'Asie en général. Mais les points de vue divergent entre les Européens sur les réponses à apporter : certains, comme la Pologne ou les Pays baltes, veulent à tout prix continuer de s'appuyer sur les États-Unis pour leur sécurité, tandis que d'autres, la France en premier lieu, souhaitent que l'Europe développe son autonomie stratégique sans pour autant que cela signifie la fin de l'OTAN.
Étroitement liée au positionnement des États-Unis au sein de l'OTAN, la question des relations avec la Russie fait aussi l'objet d'un débat stratégique : faut-il considérer la Russie comme la principale menace à laquelle l'OTAN doit faire face et conserver une politique de fermeté dans la continuité de celle adoptée en 2014 lors des évènements en Ukraine, ou bien faut-il rechercher le dialogue avec la Russie et davantage l'associer à la mise en place d'une nouvelle architecture de sécurité en Europe, objectif maintes fois affiché lors de la fin de la guerre froide mais jamais concrétisé ? Certains pays comme la Hongrie et, plus récemment, la France souhaitent la reprise du dialogue, d'autres notamment parmi les autres pays de l'Est vivent toujours dans la crainte de la Russie.
Plus généralement, il s'agit pour la France de ne pas seulement discuter des budgets de défense mais aussi de s'interroger sur les finalités stratégiques de l'Alliance.

### La Turquie
La Turquie et les autres pays membres de l'Alliance s'opposent sur plusieurs sujets. Le rapprochement entre Ankara et Moscou à propos de la guerre civile en Syrie inquiète Washington comme les Européens. Sa traduction la plus spectaculaire en est la décision des Turcs d'acheter aux Russes le système de missile antiaérien S-400 Triumph, incompatible avec les systèmes de l'Otan, s'est traduit par la décision des Américains de les exclure du programme d'avion F-35. De même la politique islamique du président turc Recep Tayyip Erdoğan, qui soutient les Frères musulmans, et le fait que pendant la guerre menée par la coalition internationale contre l'État islamique et le Front al-Nosra en Irak et en Syrie, Ankara a toléré la circulation des djihadistes sur son territoire inquiète les Occidentaux. En octobre 2019, l'offensive turque contre les Kurdes au nord de la Syrie a été condamnée par les Européens qui se sont à cette occasion alarmés des hésitations américaines et du retrait de leurs forces sans concertation préalable au sein de l'Otan.
Du point de vue turc, Erdogan garde d'abord une rancœur à l'égard de l'attitude des Occidentaux qui ne se sont pas pressés de le soutenir lors de la tentative de coup d'État de 2016. Surtout, les Turcs ne comprennent pas de ne pas être soutenus sur la question kurde qui revêt pour eux une importance primordiale. Les relations entre la France et la Turquie se sont envenimées depuis qu’E. Macron a reçu des représentants des Forces démocratiques syriennes, dominées par la milice kurde YPG, considérée par Ankara comme une extension de son ennemi, le Parti des travailleurs du Kurdistan (PKK).

### Le partage de l'effort de défense
| Ètat                  | Budget Défense 2018 (M US$) | 2013   | 2015   | 2018   | 2019 e |
| --------------------- | --------------------------- | ------ | ------ | ------ | ------ |
| États-Unis            | 672                         | 4,03 % | 3,52 % | 3,30 % | 3,42 % |
| OTAN Europe et Canada | 300                         | 1,47 % | 1,43 % | 1,52 % | 1,57 % |
| Royaume-Uni           | 60                          | 2,26 % | 2,05 % | 2,13 % | 2,14 % |
| France                | 50                          | 1,86 % | 1,78 % | 1,82 % | 1,84 % |
| Allemagne             | 50                          | 1,22 % | 1,18 % | 1,24 % | 1,38 % |
| Italie                | 25                          | 1,27 % | 1,07 % | 1,21 % | 1,22 % |
| Turquie               | 14                          | 1,52 % | 1,39 % | 1,85 % | 1,89 % |
| Espagne               | 13                          | 0,93 % | 0,92 % | 0,92 % | 0,92 % |

Durant le précédent sommet à Bruxelles en juillet 2018, Donald Trump a rappelé avec beaucoup d'insistance l'engagement pris par les États membres de l'OTAN lors de leur sommet de 2014 à Newport de consacrer au moins 2% de leur PIB au budget de la Défense, dont 20% minimum à l'investissement dans des équipements neufs. Même si rien ne permet de contraindre les pays membres à utiliser ce budget pour des dépenses liées directement à cette coopération : il ne s'agit que de la garantie d'armées souveraines modernes et fortes. Le partage de l'effort de défense a été le sujet central de ce sommet au détriment des autres enjeux comme la posture d'équilibre vis-à-vis de la Russie ou la Turquie, membre de l'OTAN depuis 1952, mais avec laquelle les relations étaient pourtant déjà un sujet de tensions entre les alliés.
Les données les plus récentes publiées par le secrétaire général de l'OTAN, Jens Stoltenberg, montrent que les Européens continuent en 2018 et 2019 d'augmenter leurs dépenses de défense, mais qu'une majorité de pays demeure en deçà de la cible fixée au sein de l'OTAN.
En 2018, le budget de défense des États-Unis, d'un montant de 672 milliards US$ selon les données de l'OTAN est plus de deux fois supérieur aux 300 milliards que les pays européens membres de l'OTAN et le Canada consacrent à leur défense. Toutefois, selon une étude de l'IISS, la part consacrée par les États-Unis à La Défense de l'Europe est en 2018 d'environ 35 milliards US$, soit moins que chacune des trois plus grandes nations européennes.
| 2013    | 2014    | 2015    | 2016    | 2017    | 2018    | 2019 e  |
| ------- | ------- | ------- | ------- | ------- | ------- | ------- |
| -1,20 % | -0,96 % | +1,71 % | +2,97 % | +5,71 % | +4,42 % | +4,59 % |

### L'Otan, le traité FNI et le contrôle des armements
En décembre 2018, les États-Unis ont annoncé leur intention de dénoncer le traité sur les forces nucléaires à portée intermédiaire (FNI) au motif que ces dernières années, selon Washington, la Russie a mis au point, produit, testé et déployé un nouveau missile mobile à portée intermédiaire, le SSC-8/9M729 capable d'atteindre les capitales européennes avec des charges nucléaires. L'extinction du traité FNI est effective depuis le 2 août 2019. Les pays membres de l’OTAN publient ce jour-là une déclaration dans laquelle ils appuient pleinement cette décision, et attribuent « l’entière responsabilité » de l’extinction du traité à la Russie.
Après la fin du traité FNI, les Européens redoutent d’être otages de l’épreuve de force à laquelle se livrent Washington et Moscou à propos de leurs systèmes de missiles et souhaitent donc aborder cette question durant le sommet. Pour la première fois de l’histoire, les parties russe et américaine ne sont pas engagées dans une discussion de prolongation des accords existants  ou de nouvelles mesures de contrôle pour couvrir la prochaine génération d’armements. Le risque existe que l'installation de nouveaux missiles américains et russes en Europe recréent une situation comparable à la crise des Euromissiles qui a secoué dans les années 1980 la solidarité atlantique, en raison notamment de la force des mouvements pacifistes.

### La Chine
À la demande de Donald Trump, la Chine est pour la première fois à l'ordre du jour d'un sommet de l'Otan. Les préoccupations américaines sont de deux ordres. Le premier sujet est la place de plus en plus importante de la Chine dans le développement des technologies nouvelles et les craintes qui lui sont associées qu'elle exploite à son profit leur maîtrise, y compris le cas échéant pour porter atteinte à la sécurité des États-Unis et des Alliés. L'interdiction faîte à Huawei de vendre sa technologie 5G sur le territoire américain est une illustration très visible des questions que se posent les Occidentaux. Le deuxième sujet est l’acquisition par Pékin d’armements ultramodernes, dont des missiles intercontinentaux capables d’atteindre l’Europe et les Etats-Unis. Les Américains veulent impliquer les Chinois dans les négociations relatives aux futurs traités sur la maîtrise des armements, et Donald Trump compte sur le soutien des membres de l'Otan.

## Thèmes de discussion et décisions
Malgré les dissensions entre les Alliés, les 29 membres de l'OTAN adoptent à la fin du sommet une déclaration commune affirmant leur solidarité, leur unité et leur cohésion. Les principales positions et décisions prises lors du sommet sont regroupées dans la « Déclaration de Londres publiée par les dirigeants des pays de l’OTAN à leur réunion tenue à Londres les 3 et 4 décembre 2019 » qui comporte neuf points.
La déclaration couvre les principaux aspects suivants :
- Réaffirmation du lien transatlantique (Point 1) : « Nous réaffirmons le lien transatlantique qui unit durablement l’Europe et l’Amérique du Nord », « l'OTAN reste le fondement de notre défense collective et le forum essentiel pour les consultations et la prise de décision en matière de sécurité entre Alliés ». La déclaration fait une référence explicité à la clause de solidarité entre les Alliés inscrite dans le traité de 1949 : « Nous réaffirmons [...] notre engagement solennel, inscrit dans l’article 5 du traité de Washington, selon lequel une attaque contre un Allié est considérée comme une attaque contre nous tous ».
- Augmentation des dépenses de défense (Point 2) : En termes généraux et sans engagement de date, la déclaration prend acte du fait que « les dépenses de défense hors États-Unis ont augmenté pendant cinq années consécutives » et assure que les membres de l'Otan continueront de renforcer leur capacité individuelle et collective de résistance à toute forme d'attaque.
- Menaces auxquelles l'Alliance fait face (Point 3) : La déclaration identifie explicitement les menaces émanant des « actions agressives de la Russie » et du « terrorisme sous toutes ses formes et dans toutes ses manifestations ».
- Dissuasion nucléaire et contrôle des armements (Point 4) : La déclaration réaffirme la stratégie nucléaire de l'Otan : « Aussi longtemps qu'il y aura des armes nucléaires, l’Otan restera une alliance nucléaire » ainsi que son attachement « à la pleine mise en application du Traité sur la non-prolifération des armes nucléaires (TNP) dans tous ses aspects, à savoir le désarmement nucléaire, la non-prolifération et les utilisations de l'énergie nucléaire à des fins pacifiques ». Le texte fait à nouveau le constat de « l’extinction du Traité sur les forces nucléaires à portée intermédiaire (FNI) » et en fait porter la responsabilité exclusive sur la Russie.
- Nouvelles technologies : cyber, 5G, espace (Point 6) : L'espace est dorénavant considéré comme le cinquième domaine opérationnel de l'OTAN, aux côtés de la terre, de l'air, de la mer et du cyber. Plus généralement, en matière de technologies nouvelles, la déclaration finale met en exergue la nécessité « d’accroître la résilience de nos sociétés, ainsi que de nos infrastructures critiques et de notre sécurité énergétique. L’OTAN et les Alliés [...] sont déterminés à garantir la sécurité de leurs communications, y compris la 5G, [... et à étoffer leurs] moyens d’action face aux cyberattaques ». En rapport avec cette thématique des nouvelles technologies, la déclaration mentionne la Chine dont « l’influence croissante et les politiques internationales [...] présentent à la fois des opportunités et des défis, auxquels nous devons répondre ensemble, en tant qu’Alliance ».
- Réflexion stratégique (Point 7) : Les Alliés donnent suite aux propositions allemandes et françaises d'améliorer la coordination stratégique et politique de l'Otan en ces termes : « Compte tenu de l’évolution de l’environnement stratégique, nous invitons le secrétaire général à présenter aux ministres des Affaires étrangères une proposition approuvée par le Conseil pour que soit mené, [...], un processus de réflexion prospective visant à renforcer encore la dimension politique de l’OTAN, y compris la consultation. ».

Le président turc Recep Tayyip Erdogan a donné son accord à l'adoption de ce texte car il condamne le terrorisme « sous toutes ses formes et dans toutes ses manifestations » et le considère comme « une menace persistante pour nous tous ». En contrepartie, Erdogan a accepté l'adoption des nouveaux plans de sécurité régionaux pour la Baltique, la Pologne, la Turquie et le flanc sud de l'Alliance, a annoncé Jens Stoltenberg,. Le président français E. Macron voit son souhait exaucé « que soit mené [e ...] une réflexion prospective visant à renforcer encore la dimension politique de l’OTAN, y compris la consultation » et que l'Otan reste ouvert « au dialogue, et à la perspective d’établir une relation constructive avec la Russie lorsque les actions de cette dernière le permettront », même si cette déclaration finale de Londres identifie clairement la Russie comme la principale menace à laquelle l'Alliance doit faire face.

## Pays participants et représentants

### OTAN et États membres
| - Albanie – Edi Rama, Premier ministre - Allemagne – Angela Merkel, Chancelière - Belgique – Sophie Wilmès, Premier ministre - Bulgarie – Roumen Radev, Président - Canada – Justin Trudeau, Premier ministre - Croatie – Andrej Plenković, Premier ministre - Danemark – Mette Frederiksen, Premier ministre - Espagne – Pedro Sánchez, Premier ministre - Estonie – Jüri Ratas, Premier ministre - Etats-Unis – Donald Trump, Président - France – Emmanuel Macron, Président - Grèce – Kyriakos Mitsotakis, Premier ministre - Hongrie – Viktor Orbán, Premier ministre - Islande – Katrín Jakobsdóttir, Premier ministre - Italie – Giuseppe Conte, Premier ministre | - Lettonie – Egils Levits, Président - Lituanie – Gitanas Nausėda, Président - Luxembourg – Xavier Bettel, Premier ministre - Monténégro – Duško Marković, Premier ministre - Norvège – Erna Solberg, Premier ministre - Pays-Bas – Mark Rutte, Premier ministre - Pologne – Andrzej Duda, Président - Portugal – António Costa, Premier ministre - Roumanie – Klaus Iohannis, Président - Royaume-Uni – Boris Johnson, Premier ministre - Slovaquie – Zuzana Čaputová, Présidente - Slovénie – Marjan Šarec, Premier ministre - Tchéquie – Miloš Zeman, Président - Turquie – Recep Tayyip Erdoğan, Président - OTAN – Jens Stoltenberg, Secrétaire général |

### Pays non membres
- Macédoine du Nord – Zoran Zaev, Premier ministre

## Sources

#### Documents officiels
- OTAN, Déclaration de Londres publiée par les dirigeants des pays de l’OTAN à leur réunion tenue à Londres les 3 et 4 décembre 2019 (lire en ligne).
- (en) Jens Stoltenberg, Press conference by NATO Secretary General Jens Stoltenberg following the meeting of the North Atlantic Council at the level of Heads of State and/or Government, Otan, 4 décembre 2019 (lire en ligne).
- OTAN, Les dépenses de défense des pays de l'OTAN (2013-2019), 29 novembre 2019 (lire en ligne).
- OTAN, L’OTAN : prête pour l’avenir - L’adaptation de l’Alliance (2018-2019), 29 novembre 2019 (lire en ligne).
- (en) Jens Stoltenberg, Press conference by NATO Secretary General Jens Stoltenberg ahead of the Leaders' Meeting in London on 3 and 4 December, NATO, 29 novembre 2019 (lire en ligne).
- Emmanuel Macron, Conférence de presse du Président à l'issue du sommet de l'OTAN, Élysée, 4 décembre 2019 (lire en ligne).
- OTAN, Réunion des dirigeants des pays de l’OTAN - Note aux médias actualisée - Londres, les 3 et 4 décembre 2019, 22 novembre 2019 (lire en ligne).
- Le Traité de l'Atlantique Nord (texte du traité), 4 avril 1949 (lire en ligne).

#### Autres documents et articles
- Alain Barluet et Isabelle Lasserre, « À quoi sert encore l'Otan? », Le Figaro,‎ 17 mars 2019 (lire en ligne).
- Nicolas Barotte, « Otan: Macron réclame des clarifications à ses alliés », Le Figaro,‎ 2 décembre 2019 (lire en ligne).
- Nathalie Guibert, « Le contrôle des armements après la mort du traité FNI, un défi complexe pour l’OTAN », Le Monde,‎ 2 décembre 2019 (lire en ligne).
- Nathalie Guibert et Jean-Pierre Stroobants, « A Londres, l’heure des questions stratégiques pour une OTAN septuagénaire », Le Monde,‎ 3 décembre 2019 (lire en ligne).
- Anne Rovan, « Otan: l’inquiétude des pays de l’Est et des États baltes », Le Figaro,‎ 3 décembre 2019 (lire en ligne).
- Nathalie Guibert et Jean-Pierre Stroobants, « A Londres, Trump et Macron affichent leurs divergences sur l’OTAN et la Syrie », Le Monde,‎ 4 décembre 2019 (lire en ligne).
- Sylvie Kauffmann, « « Au sein de l’OTAN, cette fois, les problèmes sont sur la table, crus et évidents. Ce sont les grandes questions du monde de l’après-guerre froide » », Le Monde,‎ 4 décembre 2019 (lire en ligne).
- « L'Otan adopte une déclaration finale malgré les dissensions entre les Alliés », Le Figaro,‎ 4 décembre 2019 (lire en ligne).
- Nathalie Guibert et Jean-Pierre Stroobants, « Après son sommet de Londres, l’OTAN tente de conjurer sa « mort cérébrale » », Le Monde,‎ 5 décembre 2019 (lire en ligne).

## Compléments